# Хаміс Аль-Захрані
Хаміс Аль-Захрані (араб. خميس الزهراني, нар. 3 серпня 1976) — саудівський футболіст, що грав на позиції півзахисника за клуб «Аль-Іттіхад» та національну збірну Саудівської Аравії.
У складі збірної — володар Кубка Азії з футболу. 

## Клубна кар'єра
У дорослому футболі дебютував 1996 року виступами за команду «Аль-Іттіхад», кольори якої і захищав протягом усієї своєї кар'єри гравця, що тривала одинадцять років. 

## Виступи за збірну
1996 року дебютував в офіційних матчах у складі національної збірної Саудівської Аравії.
У складі збірної був учасником кубка Азії 1996 року в ОАЕ, здобувши того року титул переможця турніру. Наступного року брав участь у розіграші Кубка конфедерацій. 
Загалом протягом трирічної кар'єри в національній команді провів у її формі 22 матчі, забивши 1 гол.

## Титули і досягнення
- Володар Кубка Азії з футболу (1): 1996